# Уиндзор
Вижте пояснителната страница за други значения на Уиндзор.
Уиндзор (на английски: Windsor, по-близко до истинското произношение Уиндзър) е град в Югоизточна Англия, в единната администрация Уиндзор и Мейдънхед и в историческото графство Бъркшър. Разположен е на река Темза, на 40 km западно от центъра на Лондон. В непосредствена близост до Уиндзор, на отсрещния бряг на река Темза, се намира град Итън, дом на известния колеж Итън. Известен е с намиращия се край него Уиндзорски замък, кралска резиденция от 11 век и най-големият обитаван замък в света. Населението на града е около 28 000 души.

## Личности
- Починали в Уиндзор
  - Алберт фон Сакс-Кобург-Гота (1819 – 1861), принц-консорт
  - Джон Бонъм (1948 – 1980), музикант
  - Джордж III (1738 – 1820), крал
  - Джордж IV (1762 – 1830), крал
  - Уилям IV (1765 – 1837), крал